# Xiaophis myanmarensis
Xiaophis myanmarensis — викопний вид змій, що існував у крейдовому періоді (99 млн років тому).

## Скам'янілості
Частковий посткраніальний скелет змії з фрагментами м'яких тканин виявлений у шматку бірманського бурштину. Це рештки новонародженої змії завдовжки 48 мм. Скелет складається з 97 хребців. На основі цього зразка китайські палеонтологи описали новий вид Xiaophis myanmarensis. Родова назва Xiaophis означає «змія Сяо» та вшановує Сяо Цзя — спеціаліста з бурштину, що передав зразок зі своєї приватної колекції для дослідження палеонтологам. Видова назва X. myanmarensis вказує на типове місцезнаходження виду (М'янма). Голотип зберігається у Музеї Інституту палеонтології Дексу (Dexu Institute of Palaeontology).
В іншому шматку бурштину знайдено кусочки шкіри більшої змії. Визначити видову належність другого зразка через недостатнє збереження не вдалося.

## Палеоекологія
Судячи з візерунка на шкірі, змія жила у лісовій підстилці, полюючи там на дрібних безхребетних.

## Оригінальна публікація
- Full reference: L. Xing, M. W. Caldwell, R. Chen, R. L. Nydam, A. Palci, T. R. Simões, R. C. McKellar, M. S. Y. Lee, Y. Liu, H. Shi, K. Wang and M. Bai. 2018. A mid-Cretaceous embryonic-to-neonate snake in amber from Myanmar. Science Advances 4:eaat5042:1-8